# みやぎ台 (仙台市)
みやぎ台（みやぎだい）は、宮城県仙台市青葉区の地名。現行行政地名はみやぎ台一丁目からみやぎ台五丁目。みやぎ台ニュータウン。郵便番号989-3214。

## 指定小・中学校の学区
指定小・中学校に通う場合、学区は以下の通りとなる。
| 丁目           | 番地 | 指定小学校         | 指定中学校         |
| -------------- | ---- | ------------------ | ------------------ |
| みやぎ台一丁目 | 全域 | 仙台市立大沢小学校 | 仙台市立大沢中学校 |
| みやぎ台二丁目 | 全域 | 仙台市立大沢小学校 | 仙台市立大沢中学校 |
| みやぎ台三丁目 | 全域 | 仙台市立大沢小学校 | 仙台市立大沢中学校 |
| みやぎ台四丁目 | 全域 | 仙台市立大沢小学校 | 仙台市立大沢中学校 |
| みやぎ台五丁目 | 全域 | 仙台市立大沢小学校 | 仙台市立大沢中学校 |

## 交通
最寄駅はJR東日本仙山線陸前落合駅または愛子駅。
国道457号が隣接している。